# 自己相互作用補正
自己相互作用補正（じこそうごさようほせい、英: Self Interaction Correction, SIC）とは、電子間の相互作用を局所密度近似で取り扱う過程で、電子が自分自身と相互作用する項が完全には相殺されなくなるときに施される補正である。
電子間の相互作用を密度汎関数法で取り扱う場合には、ハートリー項を
{\displaystyle {\frac {e^{2}}{2}}\int dr\int dr'{\frac {n({\vec {r}})n({\vec {r}}')}{|{\vec {r}}-{\vec {r}}'|}}}
のように表す。この項の中には電子がその電子自身と相互作用する項（自己相互作用項）が含まれるが、交換相互作用の項を足し上げていく過程でこの項は相殺されるべきものである。
しかし、局所密度近似によって交換相関項が近似されると、電子の自己相互作用項の相殺が完全ではなくなってしまう。自己相互作用項が中途半端に残るため、局所密度近似では、一例として次のような問題が生じる。空間内で孤立した系（電子と正電荷からなる系で、総電荷は中性であるとする）から電子を一個だけ十分な遠方に遠ざけた時（系には正孔が残る）、その遠ざけた電子が感じるポテンシャルは、e /r （e は素電荷、r は系からの距離）となるはずだが、局所密度近似ではそうならず、ポテンシャルの形は系から遠ざけた距離に対し指数関数的に減少してしまい、正しいポテンシャルの形を与えない。自己相互作用補正を導入すると、これを改善することができる。

局所密度近似を用いた場合の自己相互作用補正の見積もり方としてはパデューとZungerによるものが有名である。

## 関連記事
- LDAを越える試み